# Theodor von Sickel
Theodor von Sickel (født 18. december 1826 i Aken, død 21. april 1908 i Meran) var en tysk historiker.
Under et ophold 1850—52 ved École des Chartes i Paris førtes han ind i studiet af de historiske hjælpevidenskaber, især diplomatikken, og gjorde siden epoke på dette område ved sine talrige skrifter, hvoraf kan fremhæves: Monumenta graphica medii ævi (9 dele, 1859—69), Beiträge zur Diplomatik (1861—82) og især hans mønsterværdige udgave af Die Urkunden der Karolinger (2 bind, 1867). Et hovedsynspunkt hos Sickel er den nøje skriftsammenligning, som lettedes ved fotografier af aktstykkerne, og han har sammen med Sybel udgivet det prægtige værk Kaiserurkunden in Abbildungen (1881—91). I 1867 blev han knyttet til universitet og akademiet i Wien, og 1869—92 var han direktør for det østrigske historiske institut; 1884 blev han optagen i ridderstanden og 1889 udnævnt til medlem af herrehuset. Fra 1892 ledede han i flere år det østrigske institut i Rom, som han havde fået oprettet, efter at Vatikanerarkivet var åbnet for benyttelse.